# Buck Henry
Buck Henry született Henry Zuckerman (New York, 1930. december 9. – Los Angeles, 2020. január 8.) BAFTA- és Primetime Emmy-díjas amerikai forgatókönyvíró, filmrendező és színész.

## Fiatalkora
Henry Zuckerman néven született New Yorkban. Édesapja, Paul Steinberg Zuckerman az amerikai légierő pilótája, illetve bróker volt. Édesanyja, Ruth Zuckerman színésznőként dolgozott némafilmekben. Henry a szintén bróker nagyapja után kapta nevét, melyet hivatalosan csak az 1970-es években változtatott meg beceneve után Buckra.

## Pályafutása
1967-ben a Mike Nichols által rendezett Diploma előtt című film társírója volt, mellyel BAFTA-díjat nyert, emellett legjobb adaptált forgatókönyv kategóriában Oscarra is jelölték. 
Az 1970-es évek elején színészként feltűnt Nichols A 22-es csapdája (1970), Herbert Ross A bagoly és a cicababa (1970), valamint Peter Bogdanovich Mi van, doki? (1972) című rendezésében. 1978-ban Warren Beattyval az Ép testben épp, hogy élek társrendezője volt, a következő évben jelölték őket a legjobb rendezőnek járó Oscar-díjra. Az 1990-es években Albert Brooks Tranzit a mindenhatóhoz (1991), továbbá Robert Altman A játékos (1992) és Rövidre vágva (1993) című filmjeiben játszott.
A filmezés mellett az 1960-as években Mel Brooksszal A balfácán című televíziós sorozat megalkotója volt. A műsorral forgatókönyvíróként egy Primetime Emmy-díjat vehetett át. Több alkalommal házigazdaként szerepelt a Saturday Night Live epizódjaiban (1976–1980 között tízszer vállalt ilyen szereplést). Pályafutása későbbi szakaszában vendégszerepelt olyan sorozatokban, mint a Vérmes négyes, a Will és Grace vagy A stúdió.

## Halála
2020. január 8-án, 89 évesen hunyt el a Los Angeles-i Cedars-Sinai Medical Center nevű kórházban. Halálát szívroham okozta.

## Filmográfia

### Film

#### Forgatókönyvíró
| Év   | Magyar cím                | Eredeti cím               | Megjegyzések                              |
| ---- | ------------------------- | ------------------------- | ----------------------------------------- |
| 1964 |                           | The Troublemaker          | társíró: Theodore J. Flicker              |
| 1967 | Diploma előtt             | The Graduate              | társíró: Calder Willingham                |
| 1968 |                           | Candy                     |                                           |
| 1970 | A 22-es csapdája          | Catch-22                  |                                           |
| 1970 | A bagoly és a cicababa    | The Owl and the Pussycat  |                                           |
| 1971 |                           | Is There Sex After Death? | stáblistán nincs feltüntetve              |
| 1971 |                           | I Miss Sonia Henie        | rövidfilm csak rendezőként                |
| 1972 | Mi van, doki?             | What's Up, Doc?           | - társíró: - David Newman - Robert Benton |
| 1973 | A delfin napja            | The Day of the Dolphin    |                                           |
| 1978 | Ép testben épp, hogy élek | Heaven Can Wait           | filmrendező Warren Beattyval közösen      |
| 1980 |                           | First Family              | filmrendező                               |
| 1984 | Protokoll                 | Protocol                  |                                           |
| 1995 | Majd' megdöglik érte      | To Die For                |                                           |
| 2001 | Félrelépősdi              | Town & Country            |                                           |
| 2014 | Az utolsó felvonás        | The Humbling              | társíró: Michal Zebede                    |

#### Színész
| Év   | Magyar cím                                              | Eredeti cím                            | Szerep                             | Magyar hang       |
| ---- | ------------------------------------------------------- | -------------------------------------- | ---------------------------------- | ----------------- |
| 1959 | A híd                                                   | Die Brücke                             | ismeretlen szereplő (angol hangja) |                   |
| 1964 |                                                         | The Troublemaker                       | T.R. Kingston                      |                   |
| 1967 | Diploma előtt                                           | The Graduate                           | hotelportás                        | Perlaki István    |
| 1968 |                                                         | The Secret War of Harry Frigg          | parancsnok                         |                   |
| 1968 |                                                         | Candy                                  | elmegyógyintézet páciense          |                   |
| 1970 | A 22-es csapdája                                        | Catch-22                               | Korn alezredes                     | Velenczey István  |
| 1970 | A 22-es csapdája                                        | Catch-22                               | Korn alezredes                     | Felföldi László   |
| 1970 | A bagoly és a cicababa                                  | The Owl and the Pussycat               | könyvesbolti férfi                 |                   |
| 1971 | Elszakadás                                              | Taking Off                             | Larry Tyne                         | Suka Sándor       |
| 1971 | Elszakadás                                              | Taking Off                             | Larry Tyne                         | Háda János        |
| 1971 |                                                         | Is There Sex After Death?              | Dr. Louise Manos                   |                   |
| 1973 | A delfin napja                                          | The Day of the Dolphin                 | férfi a női klubban                |                   |
| 1976 | A földre pottyant férfi                                 | The Man Who Fell to Earth              | Oliver Farnsworth                  |                   |
| 1977 |                                                         | The Absent-Minded Waiter (rövidfilm)   | Bernie Cates                       |                   |
| 1978 | Ép testben épp, hogy élek                               | Heaven Can Wait                        | a kísérő                           | Harsányi Gábor    |
| 1979 |                                                         | Old Boyfriends                         | Art Kopple                         |                   |
| 1980 | Glória                                                  | Gloria                                 | Jack Dawn                          | Lesznek Tibor     |
| 1980 |                                                         | First Family                           | Sandstone atya műsorvezető         |                   |
| 1981 |                                                         | Strong Medicine                        | ismeretlen szerep                  |                   |
| 1982 | Raul a terítéken                                        | Eating Raoul                           | Mr. Leech                          |                   |
| 1987 | Ária                                                    | Aria                                   | Preston ("Rigoletto" szegmens)     |                   |
| 1988 | Sürgető ügető                                           | Hot to Trot                            | Fred apja                          |                   |
| 1989 | Keserű ébredés                                          | Rude Awakening                         | Lloyd Stool                        |                   |
| 1990 | Júlia néni és a tollnok – avagy mindennap új folytatás! | Tune in Tomorrow                       | Serafim atya                       | Harsányi Gábor    |
| 1991 | Tranzit a mindenhatóhoz                                 | Defending Your Life                    | Dick Stanley                       | Perlaki István    |
| 1991 | A linguini eset                                         | The Linguini Incident                  | Cecil                              | Versényi László   |
| 1991 | A linguini eset                                         | The Linguini Incident                  | Cecil                              | Szokolay Ottó     |
| 1991 |                                                         | Shakespeare's Plan 12 from Outer Space | pap                                |                   |
| 1991 |                                                         | The Lounge People                      | Lewis Louis                        |                   |
| 1992 | A játékos                                               | The Player                             | önmaga                             | Cs. Németh Lajos  |
| 1993 | Rövidre vágva                                           | Short Cuts                             | Gordon Johnson                     | Fülöp Zsigmond    |
| 1993 | Néha a csajok is úgy vannak vele                        | Even Cowgirls Get the Blues            | Dr. Dreyfus                        |                   |
| 1993 | A szomszéd nője mindig zöldebb                          | Grumpy Old Men                         | Snyder                             | Breyer László     |
| 1995 | Majd' megdöglik érte                                    | To Die For                             | H. Finlaysson                      | Gruber Hugó       |
| 1997 | A szőke az igazi                                        | The Real Blonde                        | Dr. Leuter                         | Versényi László   |
| 1998 |                                                         | 1999                                   | Mr. Goldman                        |                   |
| 1998 |                                                         | I'm Losing You                         | Phillip Dagrom                     |                   |
| 1998 | Szellemtanya                                            | Curtain Call                           | Charles Van Allsburg               | Rajhona Ádám      |
| 1998 |                                                         | The Man Who Counted (rövidfilm)        | George Postlewait                  |                   |
| 1999 | Bajnokok reggelije                                      | Breakfast of Champions                 | Fred T. Barry                      | Dobránszky Zoltán |
| 2000 |                                                         | Lisa Picard is Famous                  | önmaga                             |                   |
| 2001 | Félrelépősdi                                            | Town & Country                         | Suttler ügyvéd                     | Szokolay Ottó     |
| 2001 | Szerelem a végzeten                                     | Serendipity                            | Bloomingdale's vásárló             |                   |
| 2004 | Az utolsó jelenet                                       | The Last Shot                          | Lonnie Bosco                       | Kiss Gábor        |
| 2011 | A papagáj                                               | A Bird of the Air                      | Duncan Weber                       |                   |
| 2013 |                                                         | Streetcar (rövidfilm)                  | seriff                             |                   |
| 2015 |                                                         | Kiss Kiss Fingerbang (rövidfilm)       | macskatulajdonos                   |                   |

### Televízió
| Év        | Magyar cím                               | Eredeti cím                       | Szerep               | Megjegyzések                                       |
| --------- | ---------------------------------------- | --------------------------------- | -------------------- | -------------------------------------------------- |
| 1961      |                                          | The New Steve Allen Show          | önmaga               | 7 epizód forgatókönyvíró (5 epizód)                |
| 1964–1965 |                                          | That Was the Week That Was        | önmaga               | 7 epizód forgatókönyvíró (4 epizód)                |
| 1965–1970 | A balfácán                               | Get Smart                         | nem szerepel         | megalkotó (Mel Brooksszal közösen) forgatókönyvíró |
| 1967      |                                          | Captain Nice                      | nem szerepel         | - megalkotó - forgatókönyvíró és producer          |
| 1975      |                                          | The Owl and the Pussycat          | Felix Sherman        | próbaepizód                                        |
| 1976      |                                          | That Was the Year That Was – 1976 | önmaga / riporter    | tévéfilm                                           |
| 1976–1989 | Saturday Night Live                      | Saturday Night Live               | önmaga / házigazda   | 17 epizód                                          |
| 1978      |                                          | Quark                             | előkelőség           | - 1 epizód - alkotó és forgatókönyvíró             |
| 1984      |                                          | The New Show                      | önmaga / több szerep | 9 epizód                                           |
| 1985      |                                          | Alfred Hitchcock Presents         | Walter Lang          | 1 epizód                                           |
| 1987–1988 | Falcon Crest                             | Falcon Crest                      | Foster Glenn         | 3 epizód                                           |
| 1989      |                                          | Murphy Brown                      | Victor Rudman        | 1 epizód                                           |
| 1989      |                                          | Trying Times                      | férfi a tévében      | 1 epizód                                           |
| 1992      |                                          | Keep the Change                   | Smitty               | tévéfilm                                           |
| 1992      | Mesék a kriptából                        | Tales from the Crypt              | George               | 1 epizód                                           |
| 1992      | Nyekk, a macska                          | Eek! The Cat                      | Cupid (hangja)       | 1 epizód                                           |
| 1992      |                                          | Mastergate                        | Clay Fielder         | tévéfilm                                           |
| 1995      |                                          | Harrison Bergeron                 | tévéproducer         | tévéfilm                                           |
| 1999      |                                          | Dilbert                           | Dadbert (hangja)     | 1 epizód                                           |
| 2005      | Will és Grace                            | Will & Grace                      | Leonard              | 1 epizód                                           |
| 2005–2013 |                                          | American Masters                  | önmaga               | 2 epizód                                           |
| 2007      |                                          | The Daily Show                    | önmaga / kommentátor | 2 epizód                                           |
| 2007–2010 | A stúdió                                 | 30 Rock                           | Dick Lemon           | 2 epizód                                           |
| 2011      | Vérmes négyes                            | Hot in Cleveland                  | Fred                 | 3 epizód                                           |
| 2012      | Esküdt ellenségek: Különleges ügyosztály | Law & Order: Special Victims Unit | Mr. Morton           | 1 epizód                                           |
| 2013      | Franklin és Bash                         | Franklin & Bash                   | Henry Dinsdale bíró  | 2 epizód                                           |

## Fontosabb díjak és jelölések
Oscar-díj
| Átadó éve | Kategória                     | Jelölt mű                 | Eredmény | Ref.   |
| --------- | ----------------------------- | ------------------------- | -------- | ------ |
| 1968      | legjobb adaptált forgatókönyv | Diploma előtt             | Jelölve  | [ 12 ] |
| 1979      | legjobb rendező               | Ép testben épp, hogy élek | Jelölve  | [ 12 ] |

BAFTA-díj
| Átadó éve | Kategória                     | Jelölt mű     | Eredmény | Ref.   |
| --------- | ----------------------------- | ------------- | -------- | ------ |
| 1969      | legjobb adaptált forgatókönyv | Diploma előtt | Elnyerte | [ 13 ] |

Golden Globe-díj
| Átadó éve | Kategória            | Jelölt mű     | Eredmény | Ref.   |
| --------- | -------------------- | ------------- | -------- | ------ |
| 1968      | legjobb forgatókönyv | Diploma előtt | Jelölve  | [ 14 ] |